# Голоколосов Олександр Миколайович
Голоколо́сов Олекса́ндр Микола́йович (нар. 1 серпня 1955, Одеса, СРСР) — український (в минулому радянський) футболіст та тренер, що виступав на позиції нападника. Вихованець СДЮШОР «Чорноморець» (Одеса). Відомий завдяки виступам у складі тираспольського «Автомобіліста», миколаївського «Суднобудівника», львівського СКА та цілої низки інших радянських клубів. Як тренер проявив себе у роботі з одеським «Чорноморцем», тираспольським "Шерифом", казахстанським «Атирау» та іншими командами з України, Молдови та Казахстану. Майстер спорту СРСР.

## Досягнення
Тренерські здобутки
- Чемпіон Молдови (1): 2001/02[1]
- Срібний призер першої ліги чемпіонату України (1): 1998/99

Особисті досягнення
- Майстер спорту СРСР

## Сім'я
- Дружина — Тетяна.
- Син — Голоколосов Олександр Олександрович (1976 р.н.). Український футболіст та селекціонер. Відомий завдяки виступам у складі одеського «Чорноморця» та іспанського клубу «Альбасете».
- Онук — Голоколосов Даніель Олександрович (2002 р.н). Займався у ДЮСШ «Динамо» (Київ)[2].